# Barleria paucidentata
Barleria paucidentata är en akantusväxtart som beskrevs av Raymond Benoist. Barleria paucidentata ingår i släktet Barleria och familjen akantusväxter. Inga underarter finns listade i Catalogue of Life.